# Vláda Štefana Sádovského a Petera Colotky
Vláda Štefana Sádovského a Petera Colotky působila na Slovensku od 2. ledna 1969 do 8. prosince 1971. Jednalo se o vládu Slovenské socialistické republiky v rámci ČSSR.
Předsedou vlády byl zprvu Štefan Sádovský, 4. května byl ve funkci vystřídán Peterem Colotkou.

## Složení vlády
- předseda vlády:
  - Štefan Sádovský (do 4. května 1969)
  - Peter Colotka (od 4. května 1969)
- místopředseda vlády:
  - Július Hanus
  - Jozef Zrak (do 5. února 1970)
  - Štefan Sádovský (od 5. února do 14. prosince 1970)
  - Herbert Ďurkovič (od 28. dubna 1970)
- ministr plánování:
  - Ján Ferianc (do 28. dubna 1970)
  - Herbert Ďurkovič (od 28. dubna 1970 do 3. ledna 1971)
- ministr financí:
  - Karol Martinka (do 3. října 1969)
  - Jozef Gajdošík (od 3. října 1969 do 28. dubna 1970)
  - František Mišeje (od 28. dubna 1970)
- ministr průmyslu:
  - Stanislav Lupták (do 3. října 1969)
  - Václav Vačok (od 3. října 1969 do 28. dubna 1970)
  - Ján Gregor (od 28. dubna 1970 do 3. ledna 1971)
  - Alojz Kusalík (od 3. ledna 1971)
- ministr zemědělství a výživy: Ján Janovic
- ministr dopravy, pošt a telekomunikací:
  - Štefan Šebesta (do 3. října 1969)
  - Štefan Šutka (od 3. října 1969 do 3. ledna 1971)
- ministr výstavby a techniky:
  - Milan Hladký (do 3. října 1969)
  - Štefan Šebesta (od 3. října 1969 do 9. července 1970)
  - Juraj Buša (od 9. července 1970)
- ministr/yně práce a sociálních věcí:
  - Mária Sedláková (do 28. dubna 1970)
  - Dezider Kroscány (od 28. dubna 1970)
- ministr vnitra: Egyd Pepich
- ministr obchodu:
  - František Barbírek (do 9. ledna 1971)
  - Dezider Goga (od 9. ledna 1971)
- ministr stavebnictví: Ladislav Kompiš
- ministr lesního a vodního hospodářství: František Hagara
- ministr zdravotnictví: Vladimír Zvara
- ministr školství:
  - Matej Lúčan (do 9. července 1970)
  - Štefan Chochol (od 9. července 1970)
- ministr kultury: Miroslav Válek
- ministr spravedlnosti:
  - Felix Vašečka (do 3. prosince 1970)
- Pavol Király (od 3. prosince 1970)
- předseda Nejvyššího kontrolního úřadu (od 1971 VLK SSR):
  - Ján Štencl (do 28. dubna 1970)
  - František Lipka (od 28. dubna 1970 do 9. února 1971 pověřen zastupováním)
- předseda Výboru lidové kontroly: Ján Paško
- ministr bez portfeje: Ladislav Dobos